# Homoneura wonosobensis
Homoneura wonosobensis är en tvåvingeart som först beskrevs av Meijere 1914.  Homoneura wonosobensis ingår i släktet Homoneura och familjen lövflugor. Inga underarter finns listade i Catalogue of Life.